# La moglie è uguale per tutti
La moglie è uguale per tutti è un film a episodi del 1955 diretto da Giorgio Simonelli.

## Trama

### Episodio primo
L'avvocato matrimonialista Antonio De Papis, scapolo convinto, vuol cercare di dissuadere suo nipote dai propositi di matrimonio, e per riuscire nell'intento lo porta nel suo studio per fargli assistere ai casi più disparati di richieste di separazione.

### Episodio secondo
Leopoldo Rossi è esasperato dalle maniacali premure della moglie, sia durante la notte, sia nei confronti della loro figlioletta.

### Episodio terzo
Una vedova decide di sposare un altro uomo, ma non ha fatto i conti con la gelosia del fantasma del primo marito.

### Episodio quarto
Porfirio Della Noce, uno squattrinato, sposa la ricchissima e avara Margherita Cardelli, salvo poi ipnotizzarla con un orologio a pendolo per spillarle soldi e darsi alla bella vita.

### Episodio quinto
Un'avvenente ragazza vittima della gelosia del classico marito siciliano, il quale le crea imbarazzo in ogni luogo.

### Episodio sesto
Una sposa, a causa di un equivoco successivamente chiarito, vorrebbe piantare il marito addirittura durante il ricevimento nuziale.

### Episodio settimo
L'anziana signora Beretta vuol separarsi per incomunicabilità col marito divenuto sordo, salvo poi scoprire che quest'ultimo si finge tale perché non la sopporta.

### Episodio ottavo

Mario Riva, Riccardo Billi e Liliana Bonfatti in una scena del film

Mario Rivetti è frustrato sia dalle diete ed esercizi fisici a cui lo sottopone sua moglie Elsa, sia dal dover sopportare gli abbondanti pasti a sbafo del cognato Mimì.

### Episodio nono
Per aver cercato di convincere Rivetti a desistere dal proposito di separarsi, la segretaria dell'avvocato viene pesantemente redarguita da quest'ultimo. Nasce un diverbio al termine del quale la ragazza si licenzia, in quanto stufa di vivere in un ambiente di lavoro in cui si tenta solo di sfasciare le coppie.
Tutto ciò non fa che rendere ancor più irremovibile il nipote dalla sua decisione, il quale viene accompagnato a casa dei futuri suoceri, dove lo zio riesce a far convolare a nozze i ragazzi.
Tornato sui suoi passi, De Papis riesce a chiarirsi con la segretaria, pur ribadendo che tra lui e il matrimonio è scoppiata la terza guerra mondiale. Alcuni anni dopo lo ritroviamo sposato con la segretaria e padre di ben sei figli.